# Хребет Кайманава
39°11′24″ пд. ш. 175°55′26″ сх. д. / 39.19° пд. ш. 175.924° сх. д.Хребет Кайманава, офіційно названий горами Кайманава з 16 липня 2020 року , — це гірський масив у центральній частині Північного острова Нової Зеландії . Вони простягаються на 50 кілометрів у північно-східному/південно-західному напрямку через здебільшого незаселену місцевість на південь від озера Таупо, на схід від «Пустельної дороги». Їхні схили утворюють частину вулканічного плато Північного острова.